# پولس‌گرایی
پولُس‌گرایی (به ارمنی Պավլիկյան շարժում - به انگلیسی Paulicianism)، جنبش گسترده دهقانی بود که از سده هفتم تا سده نهم میلادی به علت نابرابری‌های اجتماعی و حقوقی، بی عدالتی‌ها و ستم‌های گسترده پا گرفت و ادامه یافت.
گفته می‌شود که نام این جنبش از پولس سام‌شادی گرفته شده‌است.

## جنبش‌های دهقانی در ارمنستان
از سده‌های چهارم و پنجم میلادی فئودال‌ها و اسقف‌ها و سران کلیساها بخش گسترده‌ای از خاک ارمنستان را به تیول (واگذاری زمین و ملک به کسی از طرف پادشاه که آن شخص از طریق مالیات آن ملک برای خود درآمدی فراهم می‌آورد)، خود بدل کرده بودند. مرغوب‌ترین و حاصلخیزترین اراضی و مزارع کشور در اختیار بیش از پنجاه طایفه ناخاراری و کلیساها قرار داشت. وضع دهقانان آزاد و وابسته به زمین بی‌شباهت به وضع بردگان اعصار گذشته نبود. انواع مالیات‌ها که به بیش از ۳۰ نوع مالیات می‌رسید، روزگار را بر دهقانان و زخمتکشان ارمنی تلخ کرده بود. همین بی عدالتی‌ها و ستم‌ها بود که از سده هفتم تا یازدهم میلادی مایه چندین جنبش پرقدرت دهقانی شد که در میان آن‌ها جنبش‌های دهقانی موسوم به جنبش پولس‌گرایان و جنبش تندراکیان از اهمیت ویژه‌ای در تاریخ ارمنستان برخوردار است.

## پیش‌زمینه
این جنبش به مانند اکثر جنبش‌های سده‌های میانه دارای ظاهر ارتداد مذهبی بود. پولس‌گرایان معتقد بودند که همه افراد جامعه باید دارای حقوق برابر باشند؛ از این‌رو قاطعانه حاکمیت فئودالی را نفی می‌کردند و بر ضد کلیسا و حقوق و مراسم آن اعتراض می‌کردند. ایدئولوژی این جنبش مستقیماً علیه فئودالیسم تبلیغ می‌کرد. بدنه جنبش را قشرهای گوناگون روستائیان و زحمتکشان چپاول شده شهری تشکیل می‌دادند. روحانیون ناراضی و اشراف ورشکسته نیز در جنبش سهم بسزایی داشتند. در جنبش پولس‌گرایان علاوه بر ارمنیان، یونانی‌ها، آشوری‌ها و عرب‌ها و افراد دارای ملیت‌های دیگر نیز مشارکت داشتند.
پولس‌گرایان برای اشاعه عقاید و افکار خود مبلغینی داشتند که از روستایی به روستای دیگر و از یک آبادی به آبادی دیگر می‌رفتند و اصول و مبانی جنبش را به زبانی ساده برای مردم تشریح می‌کردند. این جنبش بویژه در اواخر سده هفتم و اوائل سده هشتم میلادی در ارمنستان شرقی اوج بیشتری گرفت.

## عقاید پولس‌گرایان
از میان برداشتن نابرابری اقتصادی، اجتماعی و تأمین برابر حقوقی اقتصادی، به‌طور یکسان برای همه افراد جامعه اعم از زن و مرد، تقسیم منابع مادی جامعه به‌طور عادلانه و یکسان میان مردم و لزوم برخورداری برابر از مواهب اقتصادی، اجتماعی از جمله نظرات پولس‌گرایان بود. آن‌ها همچنین برای اعضای خود جوامع برابر حقوق موعظه می‌کردند و معتقد بودند که همه مردم آفریده خدا هستند و برابر آفریده شده‌اند و نباید میان آن‌ها نابرابری وجود داشته باشد. پولس‌گرایان خواهان برابر حقوقی زن و مرد بودند و ازدواج براساس قید و بندهای مادی و اقتصادی را نفی می‌کردند و طلب ازدواج آزادانه مبتنی بر عشق و علاقه طرفین بودند.

## پایان جنبش
اسقف اعظم کلیسای ارمنی هوهانس اودزنه تسی با جلب حمایت خلیفه عرب و امیر ارمنیه دست به مبارزه دهشتناکی علیه پولس‌گرایان زد. کلیسا در مجمع خود در سال ۷۱۹ میلادی در دوین (شهر باستانی) قطعنامه مبارزه با پولس‌گرایان را تصویب کرد که در آن از جمله آمده بود:
«بر مؤمنان قدغن می‌شود که به پولس‌گرایان این فرزندان شیطان پناه دهند و با آن‌ها تماس حاصل کنند.»
برای کسانی که از این امر سرپیچی می‌کردند اشد مجازات اعمال می‌شد. در نتیجه پولس‌گرایان پس از تحمل رنج‌ها و صدمات بسیار و با توجه به محدودیت‌های شدید، از بخش شرقی ارمنستان به بخش غربی ارمنستان تغییر مکان دادند.
جنبش پولس‌گرایی در ارمنستان غربی طولانی‌تر و نیرومندتر بود و بارها بدل به جنگ رهایی‌بخش اجتماعی بر ضد فئودال‌ها و سپاهیان بیزانس گردید. جنبش در سده نهم میلادی اعتلای بیش از بیش یافت و جوامع پولس‌گرا در نواحی کرانه‌های میانی رود فرات، سرزمین‌های وسیعی را در مرزهای بیزانس و خلفای عرب بخود اختصاص دادند. در دهه‌های ۵۰ و ۷۰ سده نهم سپاهیان مسلح پولس‌گرایان دست به جنگ‌های آزادیخواهانه برضد قوای نظامی بیزانس زدند. گرچه سرانجام باسیلیوس یکم جنبش پولس‌گرایان را در ارمنستان غربی و دیگر نواحی امپراتوری، در خون خفه کرد، اما در سده دهم میلادی پولس‌گرایان مهاجرت کرده به تراکیه، فعالیت خود را ادامه دادند و ایدئولوژی آن‌ها پس از آن در سرزمین بالکان و برخی کشورهای اروپایی اشاعه پیدا کرد.